# Landkreuzer P. 1000 Ratte
Landkreuzer P. 1000 Ratte (Krysa) byl návrh supertěžkého tanku nacistického Německa vyvíjeného za druhé světové války. Měl mít 11 metrů do výšky, 14 metrů na šířku a 35 na délku. Projekt však Albert Speer na začátku roku 1943 zrušil, a tak nebyl žádný z tanků dokončen.
Návrh skončil víceméně ve fázi vývoje. Podle některých zdrojů byla postavena věž a posléze zabudována do pobřežní obrany blízko Rotterdamu, ale vzhledem k tomu, že tato věž odpovídala věžím pro třídu bitevních lodí Scharnhorst, je pravděpodobnější, že s vývojem Ratte neměla nic společného.

## Vývoj
Vývoj začal roku 1941 studiem sovětských těžkých tanků, který vedla firma Krupp. Tato studie mimo jiné zrodila myšlenku supertěžkého tanku Maus. Studie vedla k návrhu ředitele společnosti Krupp Groteho, speciálního důstojníka přes konstrukci ponorek, který 23. června 1942 Hitlerovi nabídl návrh 1 000 tunového tanku, pojmenovaného Landkreuzer. Měl být vyzbrojen námořními děly a pancéřování mělo být tak silné, že by ho mohly poškodit jen podobné zbraně, jakými byl vyzbrojen. Kvůli nesmírné hmotnosti měl být vybaven třemi 1,2 m širokými pásovými podvozky na každé straně trupu s celkovou šířkou 7,3 m. To mělo zlepšit stabilitu a rozložení hmotnosti, ale jen hmotnost samotná by zničila cesty a mosty, což činilo tank extrémně nepraktickým. Ale i tak se čekalo, že světlá výška 2,1 m by ho měla učinit schopným lehce překročit řeky. Hitler byl očarován Groteho konceptem a přikázal společnosti Krupp začít s vývojem. 29. prosince 1942 byly hotové nákresy a projekt dostal jméno Ratte (krysa).

## Pohon
Landkreuzer měl být poháněn dvěma 24 válcovými dieselovými motory MAN V12Z32/44 (používaly se i v U-Bootech) s výkonem 8 400 koňských sil nebo osmi 20 válcovými diesely Daimler-Benz MB 501 s výkonem 2 000 koní. (používaný v E-bootech). Motory spolu musely dávat výkon alespoň 16 000 koní, aby mohly tankem pohnout.

## Výzbroj
Hlavní výzbroj měly tvořit dvě námořní děla ráže 280 mm SK C/34, namontované v upravené věži, která se používala v německých válečných lodích. Vedlejší výzbroj mělo tvořit 128 mm protitankové dělo, používané např. v Jagdtigrech a Mausech, dva kulomety ráže 15 mm Mauser MG 151/15 a osm protiletadlových děl Flak 38 ráže 20 mm. Přesná poloha protitankového děla ráže 128 mm není známa, ale předpokládá se, že mělo být namontované v hlavní věži nebo, což je logičtější, by mohlo být namontované ve vlastní menší věži. I když vývoj daleko nedospěl, tak se věří, že věž byla skutečně postavena a potom byla použita jako pozemní dělostřelecká baterie. Několik takových postavení přežilo druhou světovou válku a mnoho jich používalo dělové věže z poškozených nebo zničených válečných lodí velmi podobných věži, která měla být použita v Lankreuzeru. Oproti zmínkám, že věž z Landkreuzeru měla být použita jako pozemní dělostřelecká baterie, neexistuje důkaz, že vůbec někdy existovala. Věže z válečné lodě Gneisenau byly použity jako součásti pobřežní obrany v norském Trondheimu, podle čehož se někteří domnívají, že někde tam skončila i věž z Landkreuzeru.